# Sommer-Paralympics 2020/Teilnehmer (Bulgarien)
Bulgarien sendete für die Paralympischen Spiele 2020 in Tokio (24. August bis 5. September 2021) drei Athleten.
| stlisierte Goldmedaille | stlisierte Silbermedaille | stlisierte Bronzemedaille |
| ----------------------- | ------------------------- | ------------------------- |
| —                       | 2                         | —                         |

## Teilnehmer

### Leichtathletik
| Athleten            | Wettbewerb       | Vorlauf/Vorkampf | Vorlauf/Vorkampf | Halbfinale | Halbfinale | Finale      | Finale | Rang           |
| Athleten            | Wettbewerb       | Zeit/Weite       | Rang             | Zeit/Weite | Rang       | Zeit/Weite  | Rang   | Rang           |
| ------------------- | ---------------- | ---------------- | ---------------- | ---------- | ---------- | ----------- | ------ | -------------- |
| Frauen              |                  |                  |                  |            |            |             |        |                |
| Fatme Ismail        | Speerwurf T12/13 | –                | –                | –          | –          | 26,84 m     | 8      | 8.             |
| Männer              |                  |                  |                  |            |            |             |        |                |
| Christijan Stojanow | 1500 m T46       | –                | –                | –          | –          | 3:52,63 min | 2      | Silbermedaille |
| Ruschdi Ruschdi     | Kugelstoßen F55  | –                | –                | –          | –          | 12,23 m     | 2      | Silbermedaille |